# Leo Budin
Leo Budin (Vinkovci, 26. rujna 1937.), hrvatski akademik.

## Životopis
Redoviti je član Hrvatske akademije znanosti i umjetnosti.